# Nariinteel, Övörkhangai
Nariinteel (tiếng Mông Cổ: Нарийнтээл) là một sum của tỉnh Övörkhangai tại miền nam Mông Cổ. Vào năm 2008, dân số của sum là 3.736 người.

## Địa lý
Trung tâm sum nằm cách tỉnh lị Arvaikheer khoảng 135 km về phía nam và cách thủ đô Ulaanbaatar 565 km.

### Khí hậu
Nhiệt độ trung bình hàng năm trong khu vực là 3 °C. Tháng ấm nhất là tháng 7, khi nhiệt độ trung bình là 21 °C và lạnh nhất là tháng 1, với -20 °C. Lượng mưa trung bình hàng năm là 267 milimét. Tháng mưa nhiều nhất là tháng 7, với lượng mưa trung bình 74 mm và khô nhất là tháng 1, với lượng mưa 3 mm.

## Dân số
Dưới đây là dân số của Nariinteel qua các năm:
| 2004  | 2006  | 2008  |
| ----- | ----- | ----- |
| 3.797 | 3.792 | 3.736 |

## Kinh tế
Mỏ khoáng sản Bayanteeg và khu dân cư nằm cách trung tâm sum khoảng 40 km về phía nam.